# Adeonellopsis parvipuncta
Adeonellopsis parvipuncta is een mosdiertjessoort uit de familie van de Adeonidae. De wetenschappelijke naam van de soort is voor het eerst geldig gepubliceerd in 1886 door MacGillivray.